# قرار مجلس الأمن التابع للأمم المتحدة رقم 98
حَثّ قرار مجلس الأمن التابع للأمم المتحدة رقم 98، المعتمد في 23 ديسمبر 1952، حكومتي الهند وباكستان على الدخول في مفاوضات فورية تحت رعاية ممثل الأمم المتحدة للهند وباكستان من أجل التوصل إلى اتفاق بشأن العدد المحدد للقوات للبقاء في كل جانب من جانبي خط وقف إطلاق النار في نهاية فترة التجريد من السلاح التي سبق تحديدها. كما اقترح ممثل الأمم المتحدة، سيكون هذا الرقم بين 6000 من قوات آزاد و3500 جيلجيت والكشافة الشمالية على الجانب الباكستاني و18000 من القوات الهندية و6000 من القوات الحكومية المحلية على الجانب الهندي.  ثم شكر القرار ممثل الأمم المتحدة على جهوده، وطلب من حكومتي الهند وباكستان تقديم تقرير إلى المجلس في موعد لا يتجاوز 30 يومًا بعد اتخاذ هذا القرار وطلب من ممثل الأمم المتحدة إبقاء المجلس على علم بأي تقدم.
اعتُمد القرار بأغلبية تسعة أصوات. وامتنع الاتحاد السوفياتي ولم تشارك باكستان في التصويت.

## روابط خارجية
- نص القرار في undocs.org